# Polisportiva Cassino Calcio 1979-1980
Questa voce raccoglie le informazioni riguardanti la Polisportiva Cassino Calcio nelle competizioni ufficiali della stagione 1979-1980.

## Rosa
| N. |                   | Ruolo | Calciatore           |
| -- | ----------------- | ----- | -------------------- |
|    | Italia (bandiera) |       | D'Arpino             |
|    | Italia (bandiera) | D     | Renato De Santis     |
|    | Italia (bandiera) | C     | Domenico Di Carlo    |
|    | Italia (bandiera) | C     | Giuseppe Evangelista |
|    | Italia (bandiera) | A     | Giampaolo Farci      |
|    | Italia (bandiera) |       | Farinacci            |
|    | Italia (bandiera) | P     | Santo Giordano       |
|    | Italia (bandiera) | D     | Rosario Jemma        |
|    | Italia (bandiera) | A     | Giovanni Improta     |
|    | Italia (bandiera) |       | Lepore               |
|    | Italia (bandiera) | D     | Marco Manzo          |
|    | Italia (bandiera) | P     | Walter Martino       |

| N. |                   | Ruolo | Calciatore          |
| -- | ----------------- | ----- | ------------------- |
|    | Italia (bandiera) | P     | Sergio Motta        |
|    | Italia (bandiera) | A     | Vincenzo Perna      |
|    | Italia (bandiera) | D     | Antonio Petruccioli |
|    | Italia (bandiera) | A     | Remo Picano         |
|    | Italia (bandiera) |       | Punzo               |
|    | Italia (bandiera) | D     | Roberto Rigamonti   |
|    | Italia (bandiera) | C     | Luciano Ruscillo    |
|    | Italia (bandiera) | C     | Gennaro Signoriello |
|    | Italia (bandiera) | A     | Stefano Tucci       |
|    | Italia (bandiera) | C     | Corrado Urbano      |
|    | Italia (bandiera) | C     | Massimo Urbano      |
|    | Italia (bandiera) | C     | Renato Veneziale    |